# Асма ал-Асад
Асма Фаваз ал-Асад (на арабски: أسماء فواز الأسد), родена с фамилното име Ахрас, е първа дама на Сирия от 2000 г. до 2024 г. като съпруга на президента Башар ал-Асад. Родена и израснала в Лондон от сирийски родители, тя става първа дама, когато се омъжва за Асад на 13 декември 2000 г.
Завършва Кралския колеж в Лондон през 1996 г. с бакалавърска степен по компютърни науки и френска литература. Има кариера в инвестиционното банкиране и планира да започне магистърска степен по бизнес администрация в Харвардския университет, когато се омъжва за Башар ал-Асад през декември 2000 г. Напуска работа и остава в Сирия, където ражда трите им деца. Като първа дама изиграва важна роля в подкрепата на правителствени организации, ангажирани със социалното и икономическо развитие като част от инициатива за реформа, спряна поради избухването на Гражданската война в Сирия.
Заедно със съпруга си се смята за един от основните икономически играчи в Сирия, контролирайки големи части от сирийския бизнес сектор, банковото дело, телекомуникациите, недвижимите имоти и водния транспорт. В резултат на продължаващата гражданска война в Сирия – конфликт, който започва през март 2011 г., Асма е обект на икономически санкции, свързани с високопоставени сирийски правителствени служители, което прави незаконно в Европейския съюз (ЕС) да й се предоставя материални и финансови помощ, за да получи определени продукти, и се ограничава възможността й да пътува в рамките на ЕС. В Обединеното кралство Асма е част от предварително разследване в отдела за военни престъпления на столичната полиция с обвинения, включващи „систематичен подход към изтезания и убийства на цивилни, включително с използването на химически оръжия“ и подбуждане към терористични актове.

## Биография

### Ранен живот и образование
Асад е роден като Асма Фаваз Ахрас на 11 август 1975 г. в Лондон в семейството на Фаваз Ахрас, кардиолог в болницата „Кромуел“ в Лондон, и съпругата му Сахар Отри, бивш дипломат, служила като първи секретар в сирийското посолство в Лондон. Родителите й са мюсюлмани сунити от град Хомс.
Израства в Актън, Лондон, където учи в гимназията „Туайфърд Чърч ъф Ингланд“ и по-късно в частното девическо училище „Куинс Колидж“. Завършва с отличие Кралския колеж в Лондон през 1996 г. с бакалавърска степен по компютърни науки.

### Финансова кариера
След като завършва Кралския колеж в Лондон, Асма започва работа като икономически анализатор в Дойче Банк – в отдела за управление на хедж фондове с клиенти в Европа и Източна Азия. През 1998 г. се присъединява към отдела за инвестиционно банкиране на Джей Пи Морган и Ко., където работи в екип, специализиран в биотехнологични и фармацевтични компании.
На път е да започне магистърска степен по бизнес администрация в Харвардския университет, когато на почивка при леля си в Дамаск през 2000 г. среща отново Башар ал-Асад, семеен приятел.

### Първа дама на Сирия
След смъртта на Хафез ал-Асад през юни 2000 г. синът му Башар ал-Асад поема президентския пост. Асма се мести в Сирия през ноември 2000 г. и се омъжва за Асад през декември същата година. Бракът изненадва мнозина, тъй като няма съобщения в медиите за техните срещи и ухажване преди сватбата. Мнозина тълкуват съюза като помирение и знак за напредък към реформаторско правителство, тъй като Асма е израснала в Обединеното кралство и представлява сунитското мнозинство, за разлика от алавитския Башар.
След сватбата Асма пътува из Сирия до 100 села в 13 от 14-те сирийски провинции, за да говори със сирийците и да научи накъде трябва да насочи бъдещата си политика. Тя продължава да създава колекция от организации, които функционираха под благотворителния сектор на правителството, наричан Сирийски тръст за развитие. Благодарение на тази работа тя печели място в списъка на 50-те най-влиятелните араби в света на сп. Близък изток“ през 2010 г..

#### Обществен имидж
Описвана от медийни анализатори като важна част от усилията за връзки с обществеността на сирийското правителство в нейния мандат като първа дама, Асма се счита за заемаща прогресивни позиции по отношение на правата на жените и образованието. Програмата за развитие на ООН дава 18 млн. щатски долара, за да подпомогне организирането на сложен набор от инициативи за реформи, показващи, че сирийското правителство работи за по-модерна и прогресивна форма на управление, ключова част от която помага да се създаде „аура на реформаторка“ за Асма, подчертавайки нейното участие в Сирийския тръст за развитие, докато програмата не е спряна, тъй като страната изпадна в гражданска война. Като сунитска мюсюлманка по рождение водещата роля на Асма също е важна за мнението на сирийското правителство и президента сред сунитското мнозинство в Сирия.

#### Гражданска война в Сирия
а обществения имидж на Асма е нанесен силен удар, след като Сирийската гражданска война се засилва в началото на 2012 г., тъй като Първата дама е критикувана, че е запазила мълчание в началото на сирийското въстание. Тя прави първото си официално изявление пред международните медии от началото на бунта през февруари 2012 г., близо година след първите сериозни протести. Също през февруари 2012 г. тя праща мейл до сп. „Таймс“, в който се посочва: „Президентът е президент на Сирия, а не на фракция от сирийци, и Първата дама го подкрепя в тази роля.“ В комюникето също така се описва нейната продължаваща подкрепа за благотворителни организации и дейности за развитие на селските райони и се казва, че тя утешава „жертвите на насилието“.
На 23 март 2012 г. Европейският съюз замразява нейните активи и обявява за персона нон грата нея и други близки членове на семейството на президента Башар ал-Асад като част от ескалиращите санкции срещу сирийското правителство. Асма може да пътува до Обединеното кралство поради британското си гражданство.
На 16 април 2012 г. Хуберта фон Вос Витиг и Шийла Лайл Грант, съпругите на германския и британския посланик в ООН, пускат 4-минутен видеоклип, в който молят Асма да се застъпи за мир и да призове съпруга си да прекрати кръвопролитието в държавата. 
Асна не е виждана редовно на публично място от бомбардировката през юли 2012 г. на дирекцията на сирийското военно разузнаване, което води до спекулации в пресата, че е избягала от столицата или страната. Тя прави публична изява в операта в Дамаск за събитие, наречено „Майчин митинг“ на 18 март 2013 г., опровергавайки слуховете. Прави още една публична изява през октомври 2013 г. и отново опровергава слуховете за напускането си, заявявайки: „Бях тук вчера, тук съм днес и ще бъда тук утре“.
През март 2021 г. Отделът за военни престъпления към Метрополната полиция на Лондон започва разследване на твърдения, че Асма е подбуждала и насърчавала терористични актове по време на войната. Съобщено е, че тя е продължила разговори с влиятелни алавитски фигури, за да се представи като по-отстъпчива алтернатива в случай на оставка на Башар ал-Асад.

#### Противоречие и оттегляне на статията „Пустинна роза“
През февруари 2011 г. сп. „Вог“ публикува „Пустинна роза“ (на англ. "A Rose in the Desert") – ласкаво представяне на Асма от Джоан Джулиет Бък, която е описана като ориенталистка. В статията се посочва, че Сирия е „място без бомбардировки, размирици или отвличания“ поради интензивното наблюдение на граждани и чужденци от страна на режима на Асад (насилствените изчезвания от сирийското правителство не са обсъждани) и описва семейството на Асад като „диво демократичен“. Изправена пред полемика след публикуването си, статията е премахната от уебсайта на „Вог“ без редакторски коментар същата пролет. В отговор на медийни запитвания относно изчезването на профила на Асма, редакторът на списанието заявява, че „когато ужасните събития от последната година и половина се развиха в Сирия, стана ясно, че приоритетите и ценностите са напълно в противоречие с тези на „Вог“. В. „Ню Йорк Таймс“ съобщава, че семейството на Асад е плащало на вашингтонската фирма за връзки с обществеността „Браун Лойд Джеймс“ 5000 долара на месец, за да действа като връзка между списанието и първата дама. 
През юли 2012 г. Джоан Бък написва друга статия за американския новинарски уеб сайт „Дейли Бийст“, в която отправя изключително критичен поглед към Асма. В друга статия в „Дейли Телеграф“ от август 2012 г. Бък остро критикува Асма ал-Асад за това, че се одобрява военните престъпления на режима и я описва като „Първата дама на ада“.

## Личен живот
Асма и съпругът й имат три деца. Първото им дете, син на име Хафез, кръстен на Хафез ал-Асад, се ражда през 2001 г., последван от дъщеря им Зейн през 2003 г. и вторият им син Карим през 2004 г.
Обича да ходи на театър, опера и кино.
На 8 август 2018 г. е обявено, че е започнала лечение за ранен стадий на рак на гърдата. На 4 август 2019 г. Асад заявява публично, че е напълно излекувана.
На 21 май 2024 г. сирийското президентство обявява, че Асма е била диагностицирана с остра миелоидна левкемия след появата на няколко симптома и клинични признаци, които са я принудили да се въздържа от пряка работа и участие в събития като част от плана за лечение.
Съобщава се, че през декември 2024 г. тя е избягала от Сирия за Русия заедно с трите си деца.
Според в. „Телеграф“ към 2024 г. тя е тежко болна от левкемия и има 50% шанс да оцелее.